# Phthiracarus aureus
Phthiracarus aureus är en kvalsterart som först beskrevs av Wojciech Niedbała 2000.  Phthiracarus aureus ingår i släktet Phthiracarus och familjen Phthiracaridae. Inga underarter finns listade i Catalogue of Life.